# Socket A
Socket A (також відомий, як Socket 462) — роз'єм для мікропроцесорів, використовується для процесорів виробництва компанії AMD, від Athlon Thunderbird до Athlon XP/MP 3200+, також бюджетних процесорів лінійок Duron та Sempron. Представлений в червні 2000 року. Socket A також підтримує процесори для вбудованих систем, AMD Geode NX (отриманих від Mobile Athlon XP). Роз'єм містить 453 контакти (дев'ять контактів заблоковано для унеможливлення підключення процесорів для роз'єму Socket 370). Частота системної шини для процесорів Athlon XP та Sempron становить 133 MHz, 166 MHz, та 200 MHz.
Компанія AMD рекомендує використовувати вентилятори для охолодження процесора вагою, яка не перевищує 300 грамів. Інакше він може пошкодити процесор таким чином, що той стане непрацездатним.
Використання роз'єму Socket A було припинене на користь роз'ємів Socket 754, Socket 939, і невдовзі, Socket AM2, за винятком його використання для процесорів Geode NX. Однак, на ринку й досі доступні мікропроцесори й материнські плати, які використовують даний рознім.

## Технічні специфікації
- Підтримуються процесори з частотою від 600 МГц (Duron) до 2300 МГц (так і не надійшов у продаж Athlon XP 3400+).
- Подвоєння частоти робочої шини (дані передаються по обох фронтах тактових імпульсів) 100, 133, 166 і 200 МГц для процесорів Duron, Athlon XP та Sempron, З попереднього покоління AMD отримала право у компанії DEC на використання шини EV6, розробленої для систем під процесор Alpha 21264.

## Чипсети для Socket A
Основними чипсетами для Socket A являлись:
| - AMD750 - AMD760 | - VIA KT133 - VIA KT266 - VIA KT333 - VIA KT400 - VIA KT600 - VIA KT800 - VIA KT880 | - nForce2 | - SiS 741GX + 963L - SiS 746FX |